# Brussels (Illinois)
Brussels es una villa ubicada en el condado de Calhoun en el estado estadounidense de Illinois. En el Censo de 2010 tenía una población de 141 habitantes y una densidad poblacional de 97,56 personas por km².

## Geografía
Brussels se encuentra ubicada en las coordenadas 38°56′55″N 90°35′21″O / 38.94861, -90.58917. Según la Oficina del Censo de los Estados Unidos, Brussels tiene una superficie total de 1.45 km², de la cual 1.45 km² corresponden a tierra firme y (0%) 0 km² es agua.

## Demografía
Según el censo de 2010, había 141 personas residiendo en Brussels. La densidad de población era de 97,56 hab./km². De los 141 habitantes, Brussels estaba compuesto por el 97.87% blancos, el 0% eran afroamericanos, el 0% eran amerindios, el 0% eran asiáticos, el 0% eran isleños del Pacífico, el 0.71% eran de otras razas y el 1.42% pertenecían a dos o más razas. Del total de la población el 2.13% eran hispanos o latinos de cualquier raza.